# Andrea Ludolph
Andrea Gerda Ludolph (geb. Kuttig; * 9. Dezember 1962 in Ahlen/Westfalen, Nordrhein-Westfalen; † 23. September 2015 in Ulm, Baden-Württemberg) war eine deutsche Kinder- und Jugendpsychiaterin und -psychotherapeutin, Dozentin und Autorin zahlreicher wissenschaftlicher Veröffentlichungen. 
Schwerpunkte ihrer Forschung waren die Hirnmorphologie von Kindern und Jugendlichen mit neuropsychiatrischen Erkrankungen und die Möglichkeiten (und Grenzen) psychopharmakologischer Therapien (etwa mit Fluoxetin und Paroxetin) im Kindes- und Jugendalter bei Aufmerksamkeitsdefizit-/Hyperaktivitätsstörung (ADHS) und Tourette-Syndrom sowie die bislang noch unzureichend erforschten Effekte psychotroper Substanzen auf Zellebene.

## Leben
Andrea Gerda Kuttig besuchte von 1969 bis 1973 die St.-Marien-Schule und von 1973 bis 1982 das Gymnasium St. Michael in Ahlen. Nach dem Abitur im Jahre 1982 studierte sie von 1982 bis 1989 Humanmedizin an der Westfälischen Wilhelms-Universität in Münster. Ab 1989 arbeitete sie als Ärztin an der Klinik für Radiologie und Strahlentherapie des Clemenshospitals Münster. Ab 1990 war sie Ärztin im Praktikum am Department of Radiology an der Health Sciences University in Portland, Oregon, USA, und 1990/91 am Center for Research on Occupational and Environmental Toxicology an derselben Universität. Im März 1991 erfolgte ihre Approbation als Ärztin. Im Juni 1991 wurde sie von der Westfälischen Wilhelms-Universität zum Dr. med. promoviert (Thema der Dissertation: Zerebraler Blutfluß und Neurotransmission bei der amyotrophen Lateralsklerose). Im Dezember 2008 wurde sie habilitiert (Thema der Habilitationsschrift: Psychopharmaka und das sich entwickelnde Gehirn. Spezifische Aspekte der medikamentösen Therapie in der Kinder- und Jugendpsychiatrie).
Verheiratet war die Verstorbene mit dem Ärztlichen Direktor der Klinik für Neurologie der Universität Ulm, Albert C. Ludolph.

## Veröffentlichungen
- Ludolph, A. G., Fegert, J. M. 2006: „Neue Zweifel an der Psychostimulanzien-Therapie des Aufmerksamkeitsdefizit-Hyperaktivitätssyndrom“ Nervenheilkunde, no. 205, pp. 849–854.
- Ludolph, A. G., Schaz, U., Storch, A., Liebau, S., Fegert, J. M. & Boeckers, T. 2006: „Methylphenidate exerts no neurotoxic, but neuroprotective effects in vitro“ Journal of Neural Transmission, vol. 113, pp. 1927–1934.
- Ludolph, A. G., Schaz, U., Storch, A., Liebau, S., Fegert, J. M. & Böckers, T. 2006: „No neurotoxic but neuroprotective effects of Methylphenidate in primary mesencephalic cultures“ Journal of Neural Transmission, vol. 113, no. 12, pp. 1927–34.
- Ludolph A. G., Juengling FD, Libal G, Ludolph AC, Fegert JM, Kassubek J. 2006: Grey-matter abnormalities in boys with Tourette Syndrome: a 3-D MRI study using optimized voxel-based morphometry. British Journal of Psychiatry 188 (5), 484–485
- Ludolph A. G., Kassubek J., Juengling F.D. 2006: „Heterogeneity of voxel-based morphometry findings in Tourette syndrome: an effect of age?“ Annals of Neurology 59 (5), 872–873
- Ludolph A. G., Schaz U., Storch A., Liebau S., Fegert J.M., Böckers T.M. 2006: „No neurotoxic but neuroprotective effects of Methylphenidate in primary mesencephalic cultures.“ Journal of Neural Transmission 113(12), 1927–34
- Ludolph A. G., Ludolph A.C., Lulé, D. 2007: „Neurodevelopmental and neurodegenerative diseases - Is there a pathophysiological link? Attention-deficit/hyperactivity disorder and amyotrophic lateral sclerosis as examples“ Medical Hypotheses.
- Ludolph A. G., Pinkhardt E.H., Tebartz van Elst L., Libal G., Fegert J.M., Kassubek J. 2008: „Are amygdalar volume alterations in children with Tourette syndrome due to ADHD comorbidity?“ Developmental Medicine & Child Neurology 50(7), 524-29
- Ludolph A. G. Kassubek J., Schmeck K., Glaser C., Wunderlich A., Buck A.K., Reske S.N., Fegert J.M., Mottaghy F.M. 2008: „Dopaminergic dysfunction in attention deficit hyperactivity disorder (ADHD), differences between pharmacologically treated and never treated young adults: a 3,4-dihdroxy-6-[18F]fluorophenyl-l-alanine PET study.“ NeuroImage 41(3), 718-27
- Ludolph, A. G., Kölch, M. G., Fegert, J. M. 2008: „Antidepressant Use in Minors“ European Psychiatric Review Pharmacopsychiatry, vol. 1, no. 2, pp. 63–66.
- Ludolph, A. G., Pinkhardt, E.H., van Elst, L.T., Libal, G., Fegert, J. M., Kassubek, J. 2008: „Are amygdala volume alterations in children with Tourette syndrome due to ADHD comorbidity?“ Developmental Medicine & Child Neurology, vol. 50, no. 7, pp. 524–529.
- Ludolph A. G., Neuner I, 2009: „Tic-Störungen und Tourette-Syndrom in der Lebensspanne“ Der Nervenarzt, no. 11, pp. 377–1388
- Ludolph, A. G. & Kassubek, J. 2009: „Tic-Störungen und Tourette-Syndrom“ in: Adoleszenzpsychiatrie (Hg.) Fegert, J. M., A. Streeck-Fischer & H.J. Freyberger, Schattauer, Stuttgart, New York, pp. 539–555.
- Ludolph, A. C., Kölch, M. G., Plener, P. L., Schulze, U. M. E., Spröber, N., Fegert, J. M. 2009: „Aufmerksamkeitsdefizit-Hyperaktivitätsstörung (ADHS) und Straßenverkehr - was gibt es in der Behandlung Jugendlicher mit ADHS zu beachten?“  Zeitschrift für Kinder- und Jugendpsychiatrie und Psychotherapie, vol. 37, no. 5, pp. 405–411.
- Ludolph, A. G.,  Pinkhardt, E.H., Kassubek, J., Brummer, D., Kölch, M. G., Ludolph, A. C., Fegert, J. M. 2009: „Intensified testing for attention-deficit hyperactivity disorder (ADHD) in girls should reduce depression and smoking in adult females and the prevalence of ADHD in the longterm“, Medical Hypotheses, vol. 72, pp. 409–412.
- Ludolph, A. G., Plener, P. L., Sukale, T., Stegemann, T. 2009: „Stop Cutting—Rock!“: A Pilot Study of a Music Therapeutic Program for Self-Injuring Adolescents Music and Medicine.
- Ludolph, A. G., Fegert, J. M., Schepker, R., Keller, F., Plener, P. L., Williamson, A.E., Volmer-Berthele, N., Weninger, L.E. & Kapusta, N.D., Hart-Kerkhoffs, L. 2009: „Preventing Later Substance Use Disorders In At-Risk Children and Adolescents a review of the theory and evidence base of indicated prevention“ European Monitoring Centre for Drugs and Drug Addiction, Lisbon, Portugal.
- Ludolph A. G., Udvardi P.T., Schaz U., Henes C., Adolph O., Weigt H.U., Fegert J.M., Boeckers T.M., Föhr K.J. 2010): Atomoxetine acts as an NMDA receptor blocker in clinically relevant concentrations. British Journal of Pharmacology 160(2), 283-91
- Ludolph, A. G., Allroggen, M., Udvardi, P., Plener, P. L., Kölch, M., Fegert, J. M. 2010: „Langzeiteffekte von Psychostimulanzien - welche Auswirkungen sind uns aus prä-/klinischen Studien bekannt?“ Psychopharmakotherapie, vol. 17, no. 3, pp. 125–131.
- Ludolph, A. G., Brummer, D., Connemann, B. 2010: „Pharmakotherapie der ADHS im Erwachsenenalter“ Nervenheilkunde, vol. 29, no. 7–8, pp. 38–42.
- Ludolph, A. G., Kölch, M. G., Plener, P. L., Fegert, J. M. 2010: „Psychotrope Medikation bei Minderjährigen in Deutschland“, Psychopharmakotherapie, vol. 17, no. 3, pp. 112–117.
- Ludolph, A. G., Kölch, M. G., Plener, P. L., Fangerau, H., Vitiello, B., Fegert, J. M. 2010: „Safeguarding Children‘s Rights in Psychopharmacological Research: Ethical and Legal Issues“ Current Pharmaceutical Design, vol. 16, no. 22, pp. 2398–2406.
- Ludolph, A. G., Udvardi, P. T., Schaz, U., Henes, C., Adolph, O., Weigt, H. U., Fegert, J. M., Boeckers, T. M. & Föhr, K. J. 2010: „Atomoxetine acts as an NMDA receptor blocker in clinically relevant concentrations“ British Journal of Pharmacology, vol. 160, no. 2, pp. 283–291.
- Ludolph, A. G., Plener, P. L., Brummer, D., Allroggen, M., Spröber, N., Kölch, M. G., Fegert, J. M. 2010: „Aufmerksamkeitsdefizit-/Hyperaktivitätsstörung und Sport, Pharmakotherapie und Leistungssport“ Nervenheilkunde, vol. 29, no. 1–2, pp. 14–20.
- Ludolph, A. G.,  Schaz, U., Föhr, K.J., Lieau, S., Fulda, S., Kölch, M., Fegert, J. M., Boeckers, T.M. 2010: „Dose-dependent modulation of apoptotic processes by fluoxetine in maturing neuronal cells: an in vitro study“ World Journal of Biological Psychiatry, pp. 1–10.
- Ludolph, A. G., Spröber, N., Grieb, J., Hautzinger, M. Fegert, J. M. 2010: „SAVE – ein kognitiv-verhaltenstherapeutisches Gruppentherapieprogramm für Jugendliche mit ADHS“ Nervenheilkunde, vol. 29, no. 1–2, pp. 44–51.
- Ludolph A. G., Böckers, Tobias M. (Hg.): Neuronale Entwicklungsstörungen ADHS, Autismus-Spektrum und Tourette-Syndrom. Grundlagen und Klinik. Stuttgart (Kohlhammer) 2013

## Auszeichnungen und Preise
- 2006: Postersonderpreis Tagung Biologische Kinder- und Jugendpsychiatrie
- 2007: NCDEU New Investigator Award (NCDEU = New Clinical Drug Evaluation Unit, co-sponsored by the National Institute of Mental Health and the American Society of Clinical Psychopharmacology)
- 2008: Wissenschaftspreis der Tourette-Gesellschaft Deutschland e.V.
- 2009 3. Posterpreis 31. Kongress der Deutschen Gesellschaft Kinder- und Jugendpsychiatrie und Psychotherapie „Wirkung von Methylphenidat und Atomoxetin auf sich entwickelnde Neurone in vitro“
- 2009: Deutscher Kramer-Pollnow-Forschungspreis 2009 für besondere wissenschaftliche Leistungen in der klinischen Forschung zur biologischen Kinder- und Jugendpsychiatrie mit Fokus auf der Erforschung der Aufmerksamkeitsdefizit-Hyperaktivitätsstörung (ADHS).[5]